# Platyja drepanoides
Platyja drepanoides är en fjärilsart som beskrevs av Walker 1858. Platyja drepanoides ingår i släktet Platyja och familjen nattflyn. Inga underarter finns listade i Catalogue of Life.